# Leporacarus gibbus
Espèce
Synonymes
- Listrophorus gibbus (Pagenstecher, 1861)

Leporacarus gibbus est une espèce d'acariens de la famille des Listrophoridae, un parasite,.
Il est responsable de dermatoses parasitaires chez les Léporidés. Des cas de prurit sont signalés chez l'humain mais aussi chez le chat.

## Description
L'adulte présente un corps comprimé latéralement et quatre paires de courtes pattes. La femelle mesure jusqu'à 0,5 mm et son apparence évoque celle d'une puce. Le mâle est plus petit et présente deux longs processus adanaux munis de ventouses.
Listrophorus gibbus se fixe à la base des poils et se nourrit sur la peau.
Les œufs adhèrent aux poils. Le cycle reproductif (œufs - larves - nymphes - adultes) se déroule en une dizaine à une vingtaine de jours.